# Майдан-Карачиевецкий
Майдан-Карачиевецкий (укр. Майдан-Карачієвецький) — село в Виньковецком районе Хмельницкой области Украины.
Население по переписи 2001 года составляло 246 человек. Почтовый индекс — 32534. Телефонный код — 3846. Занимает площадь 1,056 км². Код КОАТУУ — 6820684007.

## Местный совет
32534, Хмельницкая обл., Виньковецкий р-н, с. Карачиевцы